# Larentia delicatulata
Larentia delicatulata är en fjärilsart som beskrevs av Achille Guenée 1868. Larentia delicatulata ingår i släktet Larentia och familjen mätare. Inga underarter finns listade i Catalogue of Life.